# Marc Fournier (acteur)
 (mars 2021).
Marc Fournier est un acteur québécois.

## Filmographie

### Télévision
- 2008 : Les Kiki Tronic : Sinistron
- 2009 : Yamaska : Luc Gervais
- 2009 : Le Gentleman : spectateur
- 2010 : Trauma : Sergent Ostiguy
- 2010 : Toute la vérité : Stéphane
- 2010 : Mauvais Karma : John Leblanc
- 2011 : 30 vies : David Bélanger
- 2016-2022 : District 31 : Yves Jacob

### Cinéma
- 2009 : La Marque : Raphael
- 2009 : Je me souviens : Abbé
- 2012 : La Mise à l'aveugle : Éric
- 2012 : Manigances : Michel Galland
- 2013 : Rédemption : Sylvain Bouchard
- 2014 : Sweeping Forward : Frank
- 2025 : Pédalo de Stéphane E. Roy : Sébastien